# Gökhan Gönül
Gökhan Gönül (Bafra, Samsun, Turquia, 4 de gener de 1985), és un futbolista turc. Juga de defensa i el seu primer equip va ser el Gençlerbirliği Spor Kulübü.

## Biografia
Gönül va començar la seva carrera professional en el Gençlerbirliği Spor Kulübü el 2002, any en el qual debuta en lliga, encara que solament disputa un partit aquesta temporada.
L'any següent es marxa a jugar en qualitat de cedit al Gençlerbirliği OFTAŞ, equip amb el qual serà titular. Durant aquesta etapa ajuda a l'equip a ascendir a la Superlliga de Turquia. L'any de l'ascens Gönül va ser triat el millor jugador de la Segona divisió.
El 2007 fitxa pel Fenerbahçe SK, equip que va pagar per l'al voltant d'1,4 milions d'euros.

### Internacional
Ha estat internacional amb la Selecció de futbol de Turquia en 24 ocasions. El seu debut com a internacional es va produir el 19 de novembre de 2007 en un partit contra Noruega.

## Clubs
| Club                       | País    | Any       |
| -------------------------- | ------- | --------- |
| Gençlerbirliği Spor Kulübü | Turquia | 2002-2003 |
| Gençlerbirliği OFTAŞ       | Turquia | 2003-2007 |
| Fenerbahçe Spor Kulübü     | Turquia | 2007-2016 |
| Besiktas JK                | Turquia | 2016-     |